# Лобухин, Михаил Юрьевич
Михаи́л Ю́рьевич Лобу́хин (род. 14 марта 1984, Ленинград) — российский артист балета, первый солист Мариинского театра в 2007—2009 годах, с 2010 года — премьер Большого театра. Заслуженный артист России (2018). С 2023 года — приглашённый педагог-репетитор балетных трупп Московского театра «Новая Опера» и Красноярского театра оперы и балета, с осени 2024 года также начал преподавать в МГАХ.

## Биография
Родился 14 марта 1984 года в Ленинграде.
В 1994 году поступил в Академию русского балета имени А. Я. Вагановой в класс профессора Бориса Брегвадзе, где в 2002 году получил диплом бакалавра искусств с отличием. В том же году был принят в балетную труппу Мариинского театра. Исполнял сольные партии, в 2005 году возведён в ранг второго солиста, в 2007 году — в ранг первого солиста.
В январе 2010 года перешёл работать в Большой театр. Вскоре после этого на некоторое время был вынужден прервать свою карьеру из-за полученной травмы. Сначала работал с педагогами Михаилом Лавровским и  Валерием Лагуновым, затем его репетитором стал Александр Петухов. Во время подготовки партии Ивана Грозного сотрудничал с Юрием Владимировым.
Также в 2010 году стал дипломантом Benois de la Danse. На Приз был номинирован за исполнение партии Али-Батыра в балете «Шурале» Ф. Яруллина (хореография Л. Якобсона) в Мариинском театре.
Помимо Большого театра участвовал в проекте Андриса Лиепы «Русские сезоны XXI века», в рамках которого стал первым исполнителем партии Виконта Рене де Божанси / Ринальдо в балете «Павильон Армиды» на музыку Н. Н. Черепнина (режиссёр-постановщик А. Лиепа, хореография Ю. Сморигинаса, премьера восстановленного балета состоялась 1 февраля 2009 года в Москве, на сцене Кремлёвского дворца съездов), а также главной партии в «Половецких плясках»  из оперы А. П. Бородина «Князь Игорь» (режиссёр-постановщик А. Лиепа, хореография М. Фокина, премьера восстановления состоялась в марте 2011 года в Париже, на сцене Театра Шанз-Элизе). В балете «Клеопатра — Ида Рубинштейн» на музыку И. Стравинского, Н. Римского-Корсакова, Ж. Массне, А. Глазунова, М. Равеля, Г. Форе, О. Текбилека (либретто Ж. Ф. Вазеля, хореография Патрика де Баны), задуманном А. Лиепой как продолжение проекта "Русские сезоны XXI века" (мировая премьера состоялась в 2013 году также на сцене Театра Шанз-Элизе), играл Михаила Фокина.
21 февраля 2011 года на сцене Большого театра танцевал партию Бахрам-шаха в балете «Семь красавиц» К. Караева (хореография В. Медведева) с балетной труппой Азербайджанского государственного академического театра оперы и балета.
Выступал в партии Джанчотто в балете «Франческа да Римини» на музыку П. И. Чайковского (хореография Ю. Посохова) и балете «Штрихи через хвосты» на музыку В. А. Моцарта (хореография М. Донлон) в проекте Светланы Захаровой «AMORE», премьера которого состоялась в 2016 году, а в её проекте 2019 года «MODANSE» — в балете «Как дыхание» на музыку Г. Ф. Генделя (хореография М. Бигонцетти) и в партии Этьена Бальсана в балете «Габриэль Шанель» на музыку И. Демуцкого (хореография Ю. Посохова). Балеты шли в Большом театре, в Санкт-Петербурге и за рубежом.
В 2012, 2013, 2020, 2022 годах принимал участие в ежегодном Международном фестивале балета Dance Open в Санкт-Петербурге.
С 2023 года становится приглашённым педагогом-репетитором балетных трупп Московского театра «Новая Опера» и Красноярского театра оперы и балета, продолжая танцевать в Большом театре. С осени 2024 года также начал преподавать в МГАХ.
Много гастролирует по России, странам Азии, Европы и Южной Америки.

## Семья
Жена — Яна Селина, балерина, вторая солистка Мариинского театра.

## Репертуар

### Мариинский театр
- вставное па де де («Жизель» А. Адана, хореография Ж. Коралли, Ж. Перро, М. Петипа)
- Али, Ланкедем, Конрад («Корсар» А. Адана, хореография М. Петипа в редакции П. Гусева)
- Солор («Баядерка» Л. Минкуса, хореография  М. Петипа в редакции В. Пономарёва и В. Чабукиани)
- па де труа («Лебединое озеро» П. И. Чайковского, хореография М. Петипа, Л. Иванова в редакции К. Сергеева)
- вариация («Раймонда» А. Глазунова, хореография М. Петипа в редакции К. Сергеева)
- Базиль («Дон Кихот» Л. Минкуса, хореография М. Петипа, А. Горского)
- Вацлав («Бахчисарайский фонтан» Б. Асафьева, хореография Р. Захарова)
- Трубадур, Ромео («Ромео и Джульетта» С. Прокофьева, хореография Л. Лавровского)
- Али-Батыр («Шурале» Ф. Яруллина, хореография Л. Якобсона)
- Юноша («Ленинградская симфония» на музыку Д. Шостаковича, хореография И. Бельского)
- Ферхад («Легенда о любви» А. Меликова, хореография Ю. Григоровича)
- Аполлон («Аполлон[англ.]» И. Стравинского, хореография Дж. Баланчина)
- заглавная партия («Блудный сын» С. Прокофьева, хореография Дж. Баланчина)
- солист Allegro vivace («Симфония до мажор» на музыку Ж. Бизе, хореография Дж. Баланчина)
- солист («Ballet Imperial[англ.]» на музыку П. И. Чайковского, хореография Дж. Баланчина)
- солист («Тема с вариациями» на музыку П. И. Чайковского, хореография Дж. Баланчина)
- Сангвиник («Четыре темперамента[англ.]» П. Хиндемита, хореография Дж. Баланчина)
- солист («Steptext» на музыку И. С. Баха, хореография У. Форсайта)
- солист («Там, где висят золотые вишни» на музыку Т. Виллемса[нем.], хореография У. Форсайта)
- Турецкий жених («Волшебный орех» С. Слонимского, хореография Д. Пандурски)
- Паук («Весна священная» И. Стравинского, хореография Д. Пандурски)
- солист («Reverence» на музыку Г. Брайерса, хореография Д. Доусона)
- Дафнис («Дафнис и Хлоя» М. Равеля, хореография К. Симонова)
- Господин Журден («Мещанин во дворянстве» на музыку Р. Штрауса в постановке Н. Дмитриевского)
- солист («Ринг», музыка группы «2H Company», хореография А. Мирошниченко)
- Принц («Золушка» С. Прокофьева в постановке А. Ратманского)
- Иван-дурак («Конек-Горбунок» Р. Щедрина, хореография А. Ратманского)
- солист («Для четверых»/«For Four» на музыку Ф. Шуберта, хореография К. Уилдона) — в рамках VIII Международного фестиваля балета «Мариинский»
- «Диана Вишнева: Красота в движении» («Лунный Пьеро» на музыку А. Шёнберга, хореография А. Ратманского; «Повороты любви» на музыку Д. Розенблатта, хореография Д. Родена)[24][25]

### Большой театр
2010
- Базиль («Дон Кихот» Л. Минкуса, хореография М. Петипа, А. Горского в редакции А. Фадеечева)
- Тибальд («Ромео и Джульетта» С. Прокофьева, хореография Ю. Григоровича)
- Солор («Баядерка» Л. Минкуса, хореография М. Петипа в редакции Ю. Григоровича)
- Спартак («Спартак» А. Хачатуряна, хореография Ю. Григоровича)
- па де де («Herman Schmerman» Т. Виллемса[нем.], хореография У. Форсайта)

2011
- Пётр («Светлый ручей» Д. Шостаковича, хореография А. Ратманского)
- Филипп («Пламя Парижа» Б. Асафьева в постановке А. Ратманского с использованием хореографии В. Вайнонена)

2012
- Конрад («Корсар» А. Адана, хореография М. Петипа в редакции А. Ратманского и Ю. Бурлаки)
- Артынов («Анюта» на музыку В. Гаврилина, хореография В. Васильева)
- Тореро («Кармен-сюита» на музыку Ж. Бизе — Р. Щедрина, хореография А. Алонсо)
- Абдерахман («Раймонда» А. Глазунова, хореография Ю. Григоровича)
- Иван Грозный («Иван Грозный» на музыку С. Прокофьева, хореография Ю. Григоровича)

2013
- Граф Альберт («Жизель» А. Адана, хореография Ж. Коралли, Ж. Перро, М. Петипа в редакции Ю. Григоровича)
- Щелкунчик-принц («Щелкунчик» П. И. Чайковского, хореография Ю. Григоровича)

2014
- Гастон Рье («Дама с камелиями» на музыку Ф. Шопена, хореография Дж. Ноймайера) — первый исполнитель в Большом театре

2015
- Клавдий[26] («Гамлет» на музыку Д. Шостаковича, хореография Р. Поклитару), режиссёр Д. Доннеллан
- Печорин[27] («Герой нашего времени» И. Демуцкого, часть «Бэла», хореография Ю. Посохова, режиссёр К. Серебренников)

2016
- Яшка («Золотой век» Д. Шостаковича, хореография Ю. Григоровича)

2018
- Стива («Анна Каренина» на музыку П. И. Чайковского, А. Шнитке, Кэта Стивенса (Юсуфа Ислама), хореография Дж. Ноймайера) — первый исполнитель в Большом театре

2019
- Ганс («Жизель» в редакции Ю. Григоровича)
- Злой гений («Лебединое озеро» П. И. Чайковского, хореография А. Горского, М. Петипа, Л. Иванова во второй редакции Ю. Григоровича) – дебютировал на гастролях театра в Лондоне

2020
- Тибальд («Ромео и Джульетта» С. Прокофьева, хореография А. Ратманского)
- Злая фея Карабос («Спящая красавица» П. И. Чайковского, хореография М. Петипа в редакции Ю. Григоровича 2011 года)

2021
- Дроссельмейер («Щелкунчик»)
- Бирбанто («Корсар»)
- Визирь («Легенда о любви» А. Меликова, хореография Ю. Григоровича)
- Сорин («Чайка» И. Демуцкого, хореография Ю. Посохова)
- Каренин («Анна Каренина»)
- Понтий Пилат («Мастер и Маргарита» на музыку А. Шнитке и М. Лазара, хореография Э. Клюга[англ.]) – первый исполнитель

2022
- Тореадор («Дон Кихот» во второй редакции А. Фадеечева)
- Пётр Леонтьевич («Анюта»)
- Поликсен («Зимняя сказка[англ.]» Дж. Тэлбота[англ.], хореография К. Уилдона)
- Коста де Борегар («Пламя Парижа»)
- Колдунья Мэдж («Сильфида» Г. С. Левенскольда, хореография А. Бурнонвиля, редакция Й. Кобборга)

2023
- Сен-Жермен («Пиковая дама» П. И. Чайковского — Ю. Красавина, хореография Ю. Посохова) — первый исполнитель (мировая премьера)

2024
- Тибальд («Ромео и Джульетта» С. Прокофьева, хореография Л. Лавровского, постановка М. Лавровского)
- Злая фея Карабос («Спящая красавица» П. И. Чайковского, хореография М. Петипа, хореографическая редакция Ю. Григоровича, возобновление в 2024 году — балетмейстер Р. Никифорова)

2025
- Гаврилыч, инспектор по качеству («Светлый ручей» Д. Шостаковича, возобновление — 13.03.2025)

### Азербайджанский государственный академический театр оперы и балета
2010
- Базиль («Дон Кихот» Л. Минкуса) (приглашённый артист)[28]

2011
- Бахрам-шах («Семь красавиц» К. Караева, хореография В. Медведева) (приглашённый артист)[14]

### Новосибирский государственный академический театр оперы и балета
2010
- Базиль («Дон Кихот» Л. Минкуса, хореография М. Петипа, А. Горского, постановка С. Вихарева) (в рамках Третьего Международного Сибирского фестиваля балета)

2023
- Пётр Леонтьевич («Анюта» на музыку В. Гаврилина, хореография В. Васильева) (участник премьеры — 13 и 14 мая 2023 года, приглашённый артист)[29][30]

### Саратовский академический театр оперы и балета
2016
- Граф Альберт («Жизель» А. Адана, хореография М. Петипа, постановка С. Павлова) (в рамках XXIX музыкального Собиновского фестиваля)

### Татарский академический государственный театр оперы и балета имени Мусы Джалиля
2007 и 2009
- Базиль («Дон Кихот» Л. Минкуса, хореография М. Петипа и А. Горского) (в рамках Международного фестиваля классического балета имени Рудольфа Нуреева)

2017
- Артынов («Анюта» на музыку В. Гаврилина, хореография В. Васильева) (в рамках казанского Международного фестиваля классического балета имени Рудольфа Нуреева)

## Награды и премии
- 2002 — I премия Международного балетного конкурса Vaganova-prix (Санкт-Петербург)[31][32]
- 2008 — Высшая театральная премия Санкт-Петербурга «Золотой софит» в номинации «Лучший актёрский ансамбль в балетном спектакле» за выступление в балете «For Four» в постановке Кристофера Уилдона[31][33]
- 2015 — памятная медаль «XXII Олимпийские зимние игры и XI Паралимпийские зимние игры 2014 года в г. Сочи»[34]
- 2018 — Приз журнала «Балет»  «Душа танца» в номинации «Звезда»[31][35]
- 29 июня 2018 — звание «Заслуженный артист Российской Федерации» — за большой вклад в развитие отечественной культуры и искусства, средств массовой информации, многолетнюю плодотворную деятельность[2]
- 2019 — премия «За выдающиеся творческие заслуги в 243-м театральном сезоне»[36]